# Arvo Linturi
Arvo Viljo Ilmari Linturi, född 23 februari 1887, död 30 maj 1975, var en finländsk jurist, bankman och politiker.
Linturi tog en rättsexamen 1909, var stadsfiskal i Raumo 1909-17 och advokat i Helsingfors 1917-26. Han var sjöfartsråd 1926-27 och verkställande direktör i Finlands bostadshypoteksbank från 1927. Linturi var inrikesminister i Kyösti Kallios regering 1929-30 och medlem av Finska nationella framstegspartiet.

## Utmärkelser
- Kommendörstecknet av Finlands Vita Ros’ orden[1]

[Redigera Wikidata]

### Fotnoter
1. ↑  Matti Klinge (red.), Kansallisbiografia, Finska litteratursällskapet och Finska historiska samfundet, Finlands nationalbiografi-ID: 904, läst: 16 oktober 2023.[källa från Wikidata]